# Chloë Grace Moretz

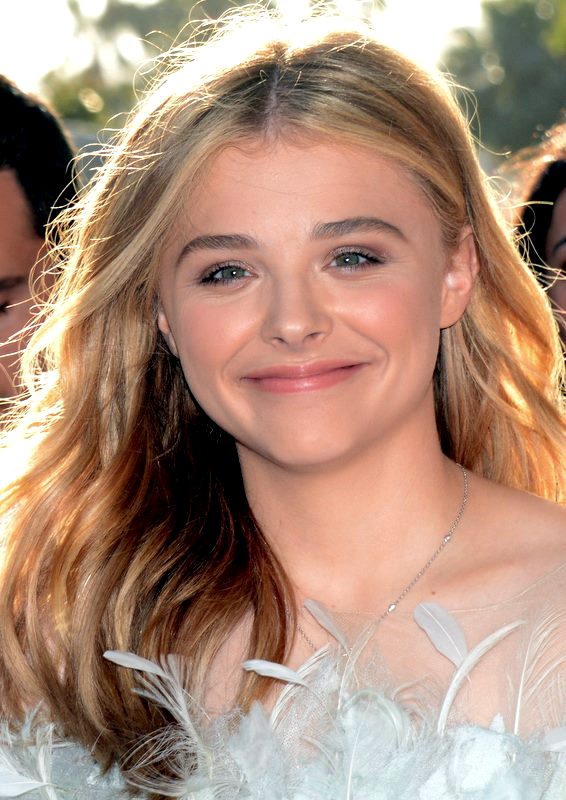
Chloe Moretz Cannes 2014 Premiera Filmului Ifi stay

Chloë Grace Moretz (n. 10 februarie 1997, Atlanta, Georgia, SUA) este o actriță americană de film. Ea și-a început cariera de actor la vârsta de șapte ani și a evoluat în filme ca The Amityville Horror (2005), (500) Days of Summer (2009), Diary of a Wimpy Kid (2010), Kick-Ass (2010), Let Me In (2010), Hugo (2011), Dark Shadows (2012), Kick-Ass 2 (2013), readaptarea din 2013 a novelei lui Stephen King, Carrie unde a jucat rolul principal. A mai jucat în The Equalizer (2014), precum și în seriale de televiziune ca Neveste disperate și 30 Rock. În 2022, a fost distribuită în rolul principal din serialul Periferic.

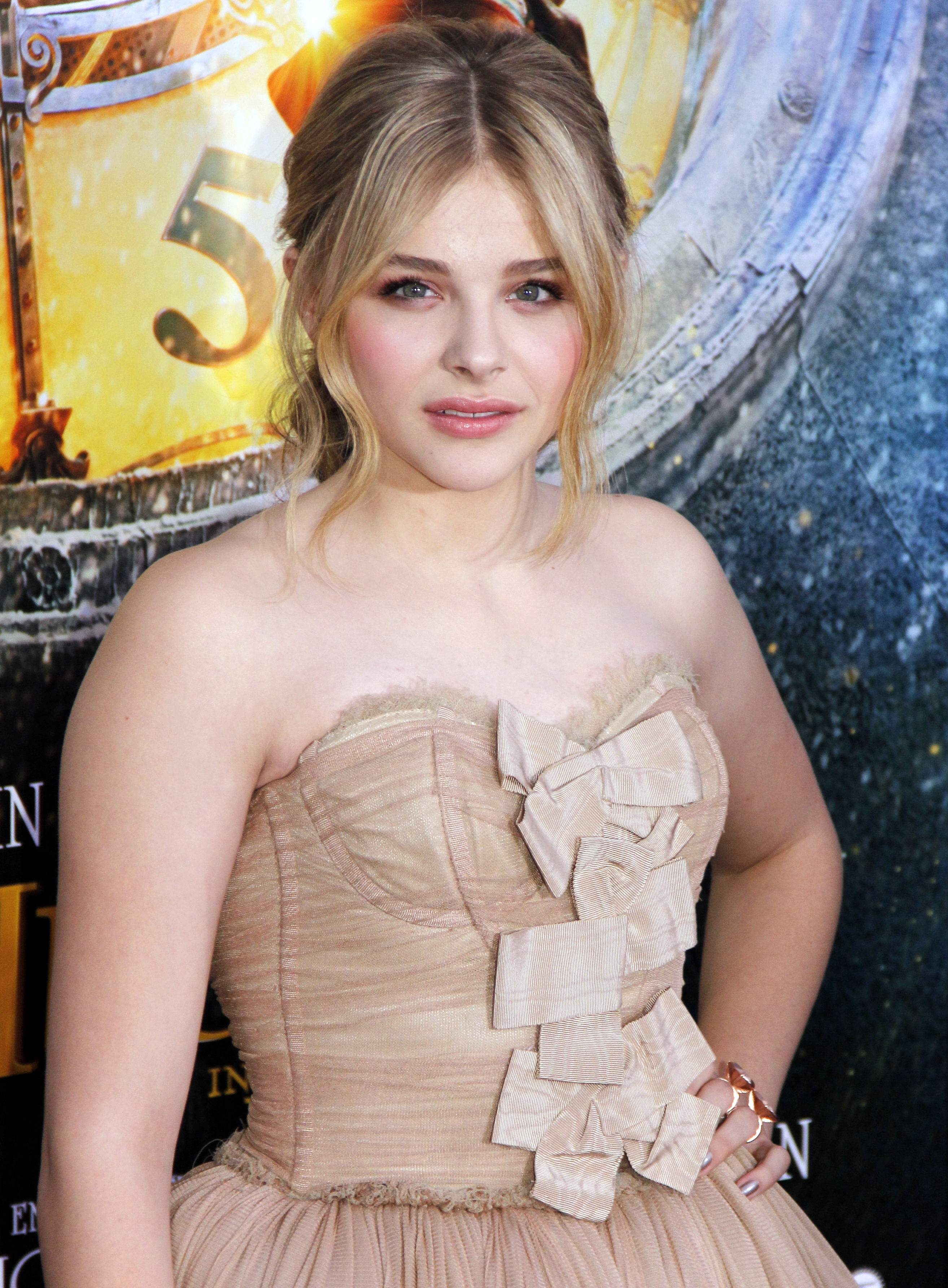
Chloë Moretz în 2011 la premiera filmului Hugo la New York

## Filmografie

### Film
| An   | Titlu                             | Rol                          | Note                           |
| ---- | --------------------------------- | ---------------------------- | ------------------------------ |
| 2005 | Heart of the Beholder             | Molly                        |                                |
| 2005 | The Amityville Horror             | Chelsea Lutz                 |                                |
| 2005 | Today You Die                     | St. Thomas Hospital Girl     | Direct-to-video                |
| 2006 | Big Momma's House 2               | Carrie Fuller                |                                |
| 2006 | Room 6                            | Melissa Norman               |                                |
| 2006 | Wicked Little Things              | Emma Tunny                   |                                |
| 2007 | Super Sleuth Christmas Movie      | Darby (voce)                 | Direct-to-video                |
| 2007 | Hallowed Ground                   | Sabrina                      | Direct-to-video                |
| 2008 | The Third Nail                    | Hailey                       |                                |
| 2008 | The Eye                           | Alicia                       |                                |
| 2008 | The Poker House                   | Cammie                       |                                |
| 2008 | Bolt                              | Young Penny (voce)           |                                |
| 2009 | (500) Days of Summer              | Rachel Hansen                |                                |
| 2009 | Not Forgotten                     | Toby Bishop                  |                                |
| 2009 | Tigger and Pooh and A Musical Too | Darby (voce)                 | Direct-to-video                |
| 2010 | Jack and the Beanstalk            | Jillian                      |                                |
| 2010 | Super Duper Super Sleuths         | Darby (voce)                 | Direct-to-video                |
| 2010 | Diary of a Wimpy Kid              | Angie Steadman               |                                |
| 2010 | Kick-Ass                          | Mindy McCready/Hit-Girl      |                                |
| 2010 | Let Me In                         | Abby                         |                                |
| 2011 | Our Deal                          | Veronica                     | Film scurt                     |
| 2011 | Hick                              | Luli McMullen                |                                |
| 2011 | Texas Killing Fields              | Little Ann Sliger            |                                |
| 2011 | Hugo                              | Isabelle                     |                                |
| 2011 | Scary Girl                        | Enid Krysinski               | Film scurt                     |
| 2012 | Dark Shadows                      | Carolyn Stoddard             |                                |
| 2013 | Movie 43                          | Amanda                       | Segmentul: "Middleschool Date" |
| 2013 | Kick-Ass 2                        | Mindy McCready/Hit-Girl      |                                |
| 2013 | Carrie                            | Carrie White                 |                                |
| 2013 | Girl Rising                       | Naratoarea                   | Documentar                     |
| 2014 | Muppets Most Wanted               | Newspaper Delivery Girl      | Cameo                          |
| 2014 | Laggies                           | Annika                       | Lansat în UK ca Say When       |
| 2014 | Clouds of Sils Maria              | Jo-Anne Ellis                |                                |
| 2014 | If I Stay                         | Mia Hall                     |                                |
| 2014 | The Equalizer                     | Teri                         |                                |
| 2014 | The Tale of Princess Kaguya       | Kaguya-hime (voce)           | Dublare în engleză             |
| 2015 | Dark Places                       | Diondra Wertzner tânără      |                                |
| 2016 | The 5th Wave                      | Cassie Sullivan              |                                |
| 2016 | Neighbors 2: Sorority Rising      | Shelby                       |                                |
| 2016 | Brain on Fire                     | Susannah Cahalan             |                                |
| 2017 | I Love You, Daddy                 | China Topher                 |                                |
| 2017 | November Criminals                | Phoebe "Digger"              |                                |
| 2018 | The Miseducation of Cameron Post  | Cameron Post                 |                                |
| 2018 | Suspiria                          | Patricia Hingle              |                                |
| 2018 | Greta                             | Frances                      |                                |
| 2019 | Red Shoes and the Seven Dwarfs    | Albă ca Zăpada (voce)        |                                |
| 2019 | The Addams Family                 | Wednesday Addams (voce)      |                                |
| 2020 | Shadow in the Cloud               | Flight Officer Maude Garrett |                                |
| 2021 | Tom & Jerry                       | Kayla Forrester              |                                |
| 2021 | The Addams Family 2               | Wednesday Addams (voce)      |                                |
| 2021 | Mother/Android                    | Georgia                      |                                |

### Televiziune
| An      | Titlu                    | Rol            | Note                                              |
| ------- | ------------------------ | -------------- | ------------------------------------------------- |
| 2004    | The Guardian             | Violet         | 2 episoade                                        |
| 2005    | Family Plan              | Young Charlie  | Film                                              |
| 2005    | My Name Is Earl          | Candy Stoker   | Episodul: "Broke Joy's Fancy Figurine"            |
| 2006    | The Emperor's New School | Furi (voce)    | Episodul: "Kuzcogarten/Evil and Eviler"           |
| 2006–07 | Desperate Housewives     | Sherri Maltby  | 2 episoade                                        |
| 2007    | The Cure                 | Emily          | Pilot                                             |
| 2007–08 | Dirty Sexy Money         | Kiki George    | 7 episoade                                        |
| 2007–10 | My Friends Tigger & Pooh | Darby (voce)   | 87 episoade                                       |
| 2011–13 | 30 Rock                  | Kaylie Hooper  | 3 episoade                                        |
| 2013    | American Dad             | Honey (voce)   | Episodul: "Steve & Snot's Test-Tubular Adventure" |
| 2015    | Mickey Mouse Clubhouse   | Boodles (voce) | Episodul: "Mickey's Monster Musical"              |
| 2022    | Periferic                | Flynne Fisher  |                                                   |

### Scenă
| An   | Titlu       | Rol             | Note               |
| ---- | ----------- | --------------- | ------------------ |
| 2014 | The Library | Caitlin Gabriel | The Public Theatre |

### Clipuri video
| An   | Artist                         | Cântec               |
| ---- | ------------------------------ | -------------------- |
| 2010 | The Soft Pack                  | "Answer to Yourself" |
| 2011 | Best Coast                     | "Our Deal"           |
| 2011 | Dionne Bromfield feat Mz Bratt | "Ouch"               |

### Jocuri video
| An   | Titlu              | Rol                       |
| ---- | ------------------ | ------------------------- |
| 2010 | Kick-Ass: The Game | Mindy Macready / Hit-Girl |
| 2012 | Dishonored         | Emily Kaldwin I           |

## Premii și nominalizări
| An   | Premiu                                                                                       | Lucrare                      | Rezultat     |
| ---- | -------------------------------------------------------------------------------------------- | ---------------------------- | ------------ |
| 2006 | Young Artist Award for Best Performance in a Feature Film – Young Actress Age Ten or Younger | The Amityville Horror        | Nominalizare |
| 2007 | Young Artist Award for Best Performance in a Feature Film – Young Actress Age Ten or Younger | Big Momma's House 2          | Nominalizare |
| 2007 | Young Artist Award for Best Performance in a TV Series - Guest Starring Young Actress        | Desperate Housewives         | Nominalizare |
| 2008 | Young Artist Award for Best Performance in a Voice-Over Role                                 | My Friends Tigger & Pooh     | Nominalizare |
| 2008 | Young Artist Award for Best Performance in a TV Series – Recurring Young Actress             | Dirty Sexy Money             | Nominalizare |
| 2010 | Young Artist Award for Best Performance in a Feature Film – Supporting Actress               | (500) Days of Summer         | Nominalizare |
| 2010 | Teen Choice Award for Choice Movie: Female Breakout                                          | Kick-Ass                     | Nominalizare |
| 2010 | Scream Award for Best Fantasy Actress                                                        | Kick-Ass                     | Nominalizare |
| 2010 | Scream Award for Best Superhero                                                              | Kick-Ass                     | Nominalizare |
| 2010 | Scream Award for Best Breakthrough Performance – Female                                      | Kick-Ass                     | Câștigat     |
| 2011 | Young Artist Award for Best Leading Young Actress in a Feature Film                          | Kick-Ass                     | Nominalizare |
| 2011 | MTV Movie Award for Best Breakthrough Performance                                            | Kick-Ass                     | Câștigat     |
| 2011 | MTV Movie Award for Best Hero                                                                | Kick-Ass                     | Câștigat     |
| 2011 | MTV Movie Award for Best Fight (shared with Mark Strong)                                     | Kick-Ass                     | Nominalizare |
| 2011 | Broadcast Film Critics Association Award for Best Young Actress                              | Kick-Ass & Let Me In         | Nominalizare |
| 2011 | Empire Award for Best Newcomer                                                               | Kick-Ass & Let Me In         | Câștigat     |
| 2011 | Saturn Award for Best Performance by a Younger Actor                                         | Let Me In                    | Câștigat     |
| 2011 | Scream Award for Best Horror Actress                                                         | Let Me In                    | Câștigat     |
| 2011 | Young Artist Award for Best Performance in a Feature Film                                    | Let Me In                    | Nominalizare |
| 2011 | Young Artist Award for Best Performance in a Feature Film                                    | Diary of a Wimpy Kid         | Câștigat     |
| 2012 | People's Choice Award Favorite Movie Star Under 25                                           | Hugo                         | Câștigat     |
| 2012 | CinemaCon BSA Award for Female Star of Tomorrow Award                                        | Hugo                         | Câștigat     |
| 2012 | Young Artist Award for Best Leading Young Actress in a Feature Film                          | Hugo                         | Câștigat     |
| 2012 | Saturn Award Best Performance by a Younger Actor                                             | Hugo                         | Nominalizare |
| 2012 | Women in Film Crystal Awards Face of the Future                                              |                              | Câștigat     |
| 2013 | Saturn Award Best Performance by a Younger Actor                                             | Dark Shadows                 | Nominalizare |
| 2013 | MTV Movie Award for Biggest Teen Bad Kicking Ass                                             | Kick-Ass 2                   | Câștigat     |
| 2014 | Saturn Award Best Performance by a Younger Actor                                             | Carrie                       | Câștigat     |
| 2014 | Young Hollywood Awards Fan Favorite Actor – Female                                           | N/A                          | Câștigat     |
| 2015 | People's Choice Award for Favorite Dramatic Movie Actress                                    | N/A                          | Câștigat     |
| 2015 | Saturn Award for Best Performance by a Younger Actor                                         | The Equalizer                | Nominalizare |
| 2015 | Teen Choice Movie Actress: Drama                                                             | If I Stay                    | Câștigat     |
| 2016 | Teen Choice Movie Actress: Comedy                                                            | Neighbors 2: Sorority Rising | Câștigat     |
| 2016 | Teen Choice Movie Actress: Sci-Fi/Fantasy                                                    | The 5th Wave                 | Nominalizare |

## Legături externe
- Site web oficial
- Chloë Grace Moretz la Internet Movie Database
- Chloë Moretz pe CineMagia
- Chloë Moretz Arhivat în 5 septembrie 2013, la Wayback Machine. pe CinemaRx
- Chloë Moretz pe Twitter
- Chloë Grace Moretz la TCM Movie Database
- Chloë Moretz[nefuncțională]
 pe AllRovi